# Synagoge Vettweiß
Die Synagoge Vettweiß stand in der Gereonstraße 87 in Vettweiß im  Kreis Düren in Nordrhein-Westfalen.

## Geschichte
Um 1890 wurde auf dem Grundstück des wohlhabenden Immobilienhändlers Naftali Bruch (geboren 1828 in Disternich, gestorben 1900 in Vettweiß) eine kleine Landsynagoge erbaut. Bruch wohnte nebenan im Haus Gereonstr. 85. Dort sind heute noch über dem Eingangstorbogen die Initialen N und B zu lesen.
Soweit bekannt gibt es keine Fotos von der Synagoge. Über die Inneneinrichtung wurden Aufzeichnungen bei der Aufarbeitung des Novemberpogroms 1938 in den 1950er Jahren gemacht. So gab es eine Frauenempore, Möbelstücke und Bänke, Pult, Vorhänge, einen siebenarmigen Leuchter und Torarollen.
Der Direktor der örtlichen Molkerei, Heinrich Josef Dohmen, war seit 1932 Ortsgruppenleiter der NSDAP. Er schikanierte die Juden und auch andere Vettweißer. Er war die treibende Kraft beim Novemberpogrom am 10. November 1938, bei dem auch die Synagoge Vettweiß zerstört wurde. Dohmen drang am Morgen des 10. Novembers mit einem Mob in das Innere der Synagoge ein und zerstörte das Inventar. Es wurde auf ein Abbrennen des Gebäudes verzichtet, da sonst die Nachbarhäuser gefährdet gewesen wären. Reste der Einrichtungen wurden in die Molkerei transportiert, dort gelagert und später teilweise verbrannt. Nur der Leuchter wurde von einem Nachbarn in sein Haus geholt und so gerettet. In den 1960er Jahren kam er in den Besitz des Hausarztes August Bender (und ehemaligen KZ-Lagerarztes!), der von 1949 bis 1988 im Nachbarort Kelz praktizierte. Kurz vor seinem Tod übergab Bender die Menora dem Landschaftsverband Rheinland, der sie seit 2005 in der Synagoge Rödingen ausstellt.